# جوناثان مينديز
جوناثان مينديز (بالفرنسية: Jonathan Mendes)‏ (19 يوليو 1989 في فرنسا - ) هو لاعب كرة قدم فرنسي في مركز الدفاع. لعب مع أولمبيك ليون وستاندارد لييج وأكاديمية واحتياط أولمبيك ليون.

## وصلات خارجية
- جوناثان مينديز على موقع قاعدة بيانات كرة القدم.إي يو (الإنجليزية)